# Chiapa de Corzo
Chiapa de Corzo est une ville mexicaine du centre de l'État du Chiapas, proche du Canyon du Sumidero.

## Histoire
La danse traditionnelle des Parachicos, qui est observée lors de la « Fiesta Grande » (« grande fête ») de Chiapa de Corzo de janvier, a été déclarée au patrimoine culturel immatériel de l'humanité de l'UNESCO le 16 novembre 2010.

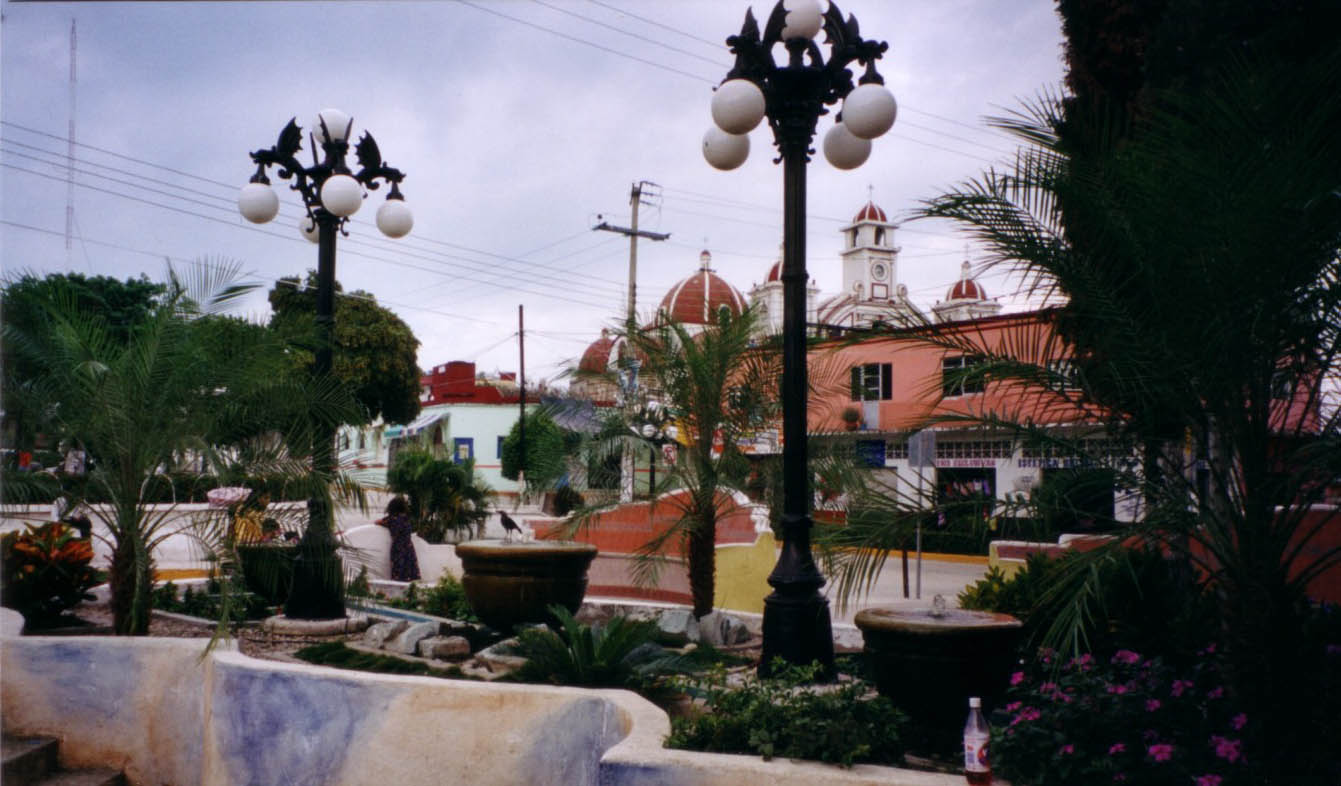
Grand place de Chiapa de Corzo.
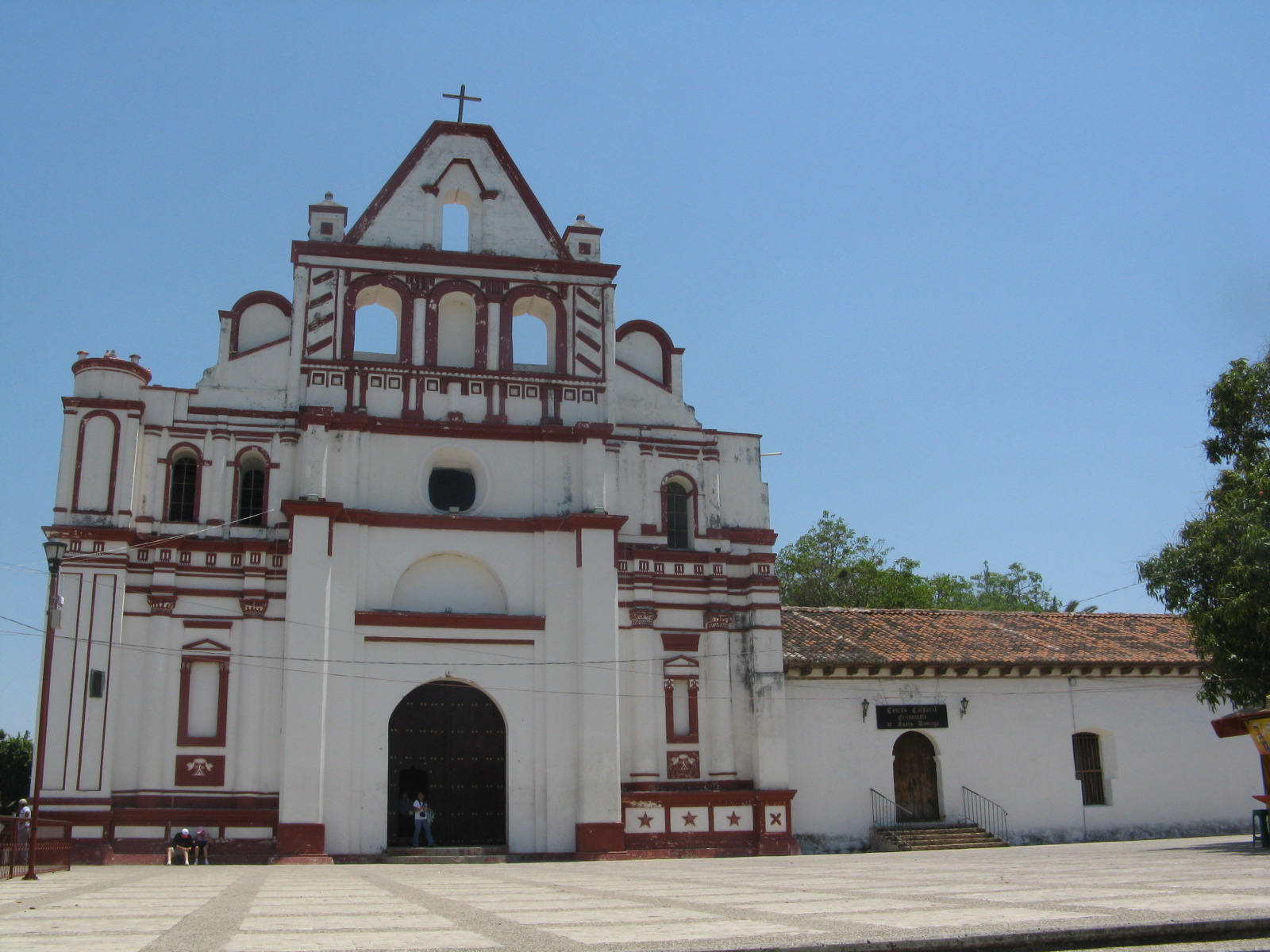
Centre culturel et ex-couvent de Santo Domingo.
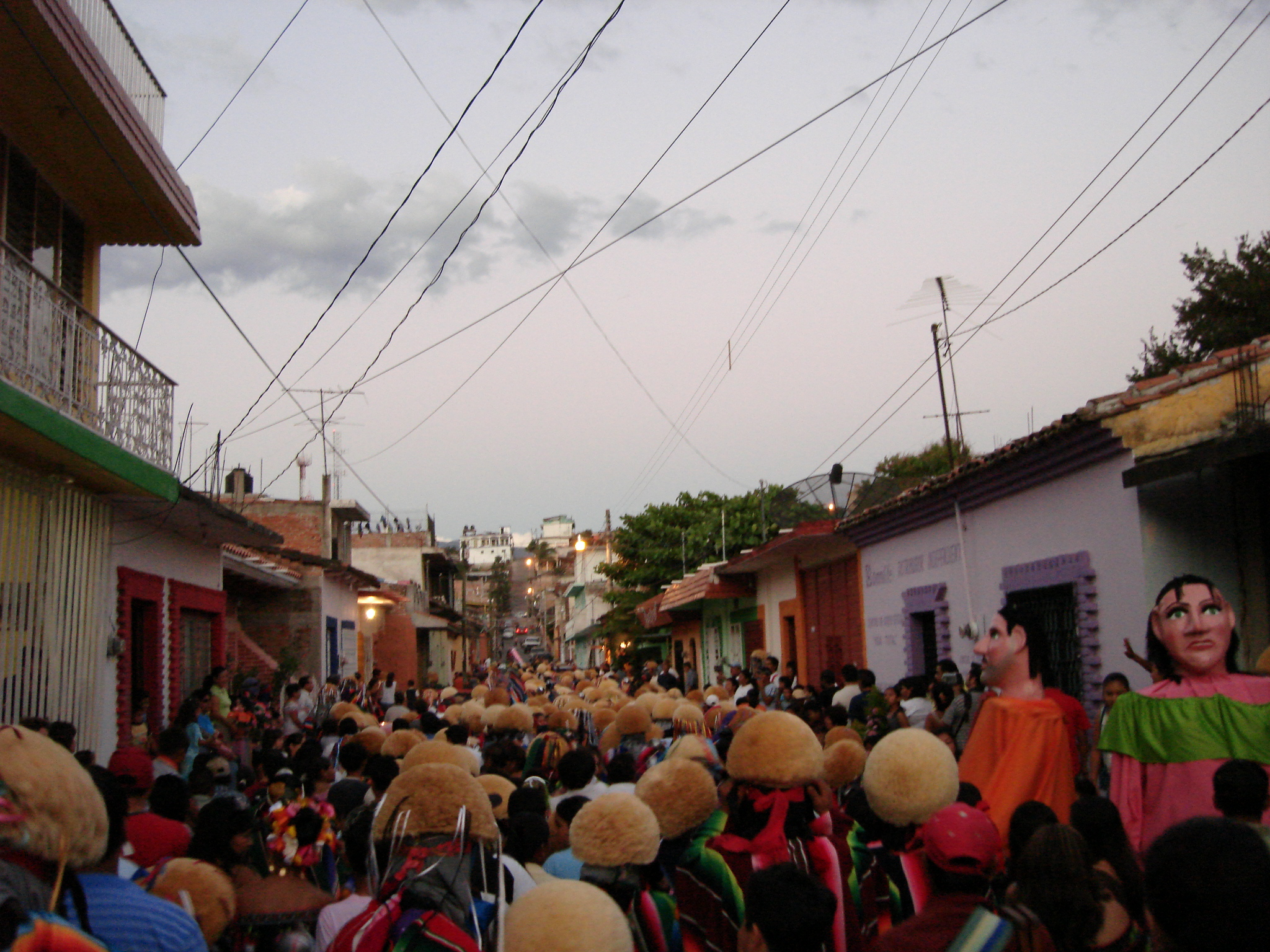
Fête des Parachicos.
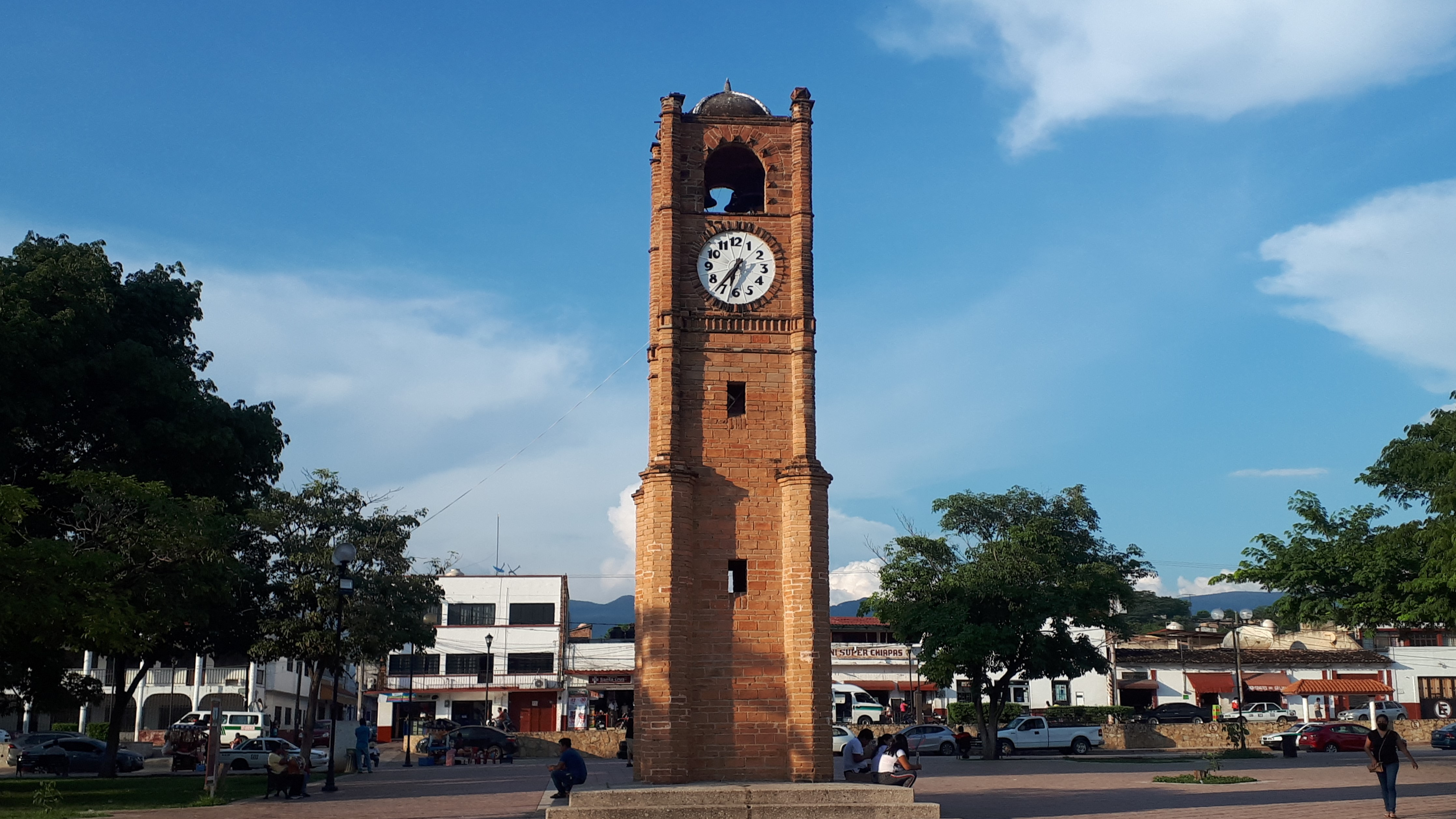
Tour de l'horloge sur la place centrale.

## Toponymie
Chiapa de Corzo était à l'origine peuplé par l'ethnie Soctona, appelée par les Aztèques « Chiapas », ce qui signifie en nahuatl «l'eau qui coule sous la colline ».
Bien que l'ancien Soctón Nandalumí ait résisté aux attaques des Mayas et des Mexicas, il a finalement succombé aux forces espagnoles de Pedro de Alvarado, pendant la Conquête. La ville a été fondée en 1528, étant l'une des plus anciennes du continent.